# Fox Sports Rádio
Fox Sports Rádio foi um programa esportivo diário do canal Fox Sports Brasil da emissora Fox Networks Group, da empresa de comunicação social norte-americana Walt Disney.

## Histórico
Estreou em 01 de outubro de 2012, quando o canal decidiu criar mais programas ao vivo, e tinha no começo a apresentação de Alexandre Araújo (apresentador do Pop Bola), com comentários de Ricardo Martins (conciliava com a 105 FM) e Eugênio Leal (conciliava com a Super Rádio Tupi). O programa trazia para TV o estilo informal do rádio esportivo, com análises e informações do Futebol.
Em janeiro de 2014, a atração deixou de ser feita no Rio de Janeiro e foi para São Paulo, passando a ser uma das atrações do Fox Sports 2, variante da marca que estreou naquele ano. Além disso, uma nova equipe foi contratada, com o comando passando a ser de Benjamin Back (conciliava com a Energia 97), e na equipe de comentaristas, Maurício Borges, conhecido como Mano (seu colega desde os tempos da rádio), Osvaldo Pascoal (conciliava com a Rádio Globo), Flávio Gomes (demitido da ESPN (Brasil) em 2013) e Fábio Sormani (havia saído da Jovem Pan), além de participações dos outros comentaristas da casa e de emissoras de rádio. No mesmo ano, o programa voltou a ser exibido no Fox Sports 1, passando a ser líder de audiência no horário dos debates esportivos da TV por assinatura.
Em 2019, o programa ganhou novo cenário e voltou a ser produzido da sede do canal no Rio.
Em 2020, com a unificação os canais esportivos da Disney, o programa passou a ter participação de comentaristas da ESPN (Brasil), além de ser feito em home office devido à pandemia de COVID-19. No mesmo ano, o programa perde alguns nomes devido a decisão da empresa de oferecer exclusividade nas renovações de contrato, incluindo neste ínterim, as saídas do âncora Benjamin Back e dos comentaristas Mano (os dois foram pro SBT), Flávio Gomes, Leandro Quesada, entre outros. Abel Neto assumiu a atração de forma interina.
Em 8 de janeiro de 2021, o programa foi ao ar pela última vez, já que no dia 11, o grupo Disney decidiu tirar a atração do ar, assim como os demais programa da casa.